# 国魂
国魂（くにたま）とは、神道の観念の一つで、国（令制国）または国土そのものを神格化したものである。国霊とも書く。

## 概要
本居宣長は、「その国を経営坐（つくりし）し功徳（いさお）ある神を、国玉国御魂」というと書いている。古来、国を治めるのは為政者だけでなく、その土地に鎮座する神の力も働いて成就されると考えられていた。
国魂神社には、①国造一族が奉斎してきた神社と、②平安時代以降に国司がその国の総社として任国の主要神社を集めて祭祀させた神社、これら二つの性格を併せ持つ神社に分類することができるとの指摘もある。また、①は殆どが式内社である一方、②は式内社になっていないとされる。
大国主神の別名に「大国魂神」「顕国魂神」があるが、これは各地の国魂神を大国主に習合させたものと考えられている。各地の神社で開拓の祖神として祀られている大国主神は、元々はその地の国魂神であったと考えられる。ただし、『出雲国風土記』には、意宇郡飯梨郷（現在の島根県安来市）には国魂神自体ではなく大国魂神が降臨したということも書かれ、同風土記には大国魂命、造天下大神（大国主神）、大穴持命（大国主神の別名）が個別の神として記されている説もある。

## 神社
「国魂（国霊）」が社名に含まれる、または神名に「国魂（国霊）」がつく祭神を祀る神社には以下のようなものがある。
- 國魂神社（福島県いわき市勿来町窪田）
- 大國魂神社（福島県いわき市平菅波）
- 伊佐須美神社摂社会津大國魂神社（福島県大沼郡会津美里町）「会津大国魂神」
- 大国玉神社（茨城県桜川市大国玉）
- 大國魂神社（東京都府中市宮町）
- 能登生国玉比古神社（石川県七尾市所口町）
- 科野大宮社（長野県上田市常入）
- 安宮神社（長野県東筑摩郡筑北村）「信濃大国魂命」
- 淡海國玉神社（静岡県磐田市見付）
- 国玉神社（愛知県名古屋市中川区）
- 尾張大国霊神社（愛知県稲沢市）「尾張大国霊神」
- 国霊神社（愛知県北名古屋市徳重）
- 國魂神社（三重県津市）
- 若宮八幡神社摂社高宮（三重県津市）「伊勢大国御魂神」
- 度会大国玉比賣神社（三重県伊勢市）「大国玉命」
- 大国玉神社（三重県松阪市六根町）
- 生国魂神社（大阪府大阪市天王寺区）
- 国玉神社（大阪府泉南郡岬町）
- 河内國魂神社（兵庫県神戸市灘区）
- 大和大国魂神社（兵庫県南あわじ市）「大和大圀魂命」
- 大和神社（奈良県天理市）「倭大国魂神」
- 意多伎神社（島根県安来市飯生町）「大国魂命」（『出雲風土記』由来記載）
- 倭大国魂神社（徳島県美馬市）「倭大国魂命」
- 国玉神社（福岡県豊前市岩屋）

北海道神宮をはじめとする開拓地の神社には、大那牟遅神（大国主神）・少彦名神とともに開拓三神として「大国魂神」が祀られているものが多い。
アメリカ合衆国ワシントン州のアメリカ椿大神社には「米国国魂神」が祀られている。